# Jakubowice (Głubczyce)
Pour les articles homonymes, voir Jakubowice.
Jakubowice est une localité polonaise de la voïvodie d'Opole et du powiat de Głubczyce.